# ميخائيل غوغ
ميخائيل غوغ (بالإنجليزية: Michael Gough)‏ هو مغني وممثل أمريكي، ولد في 3 ديسمبر 1956 في سان خوسيه في الولايات المتحدة.

## أعمال

### مسلسلات
- سلاحف النينجا

## وصلات خارجية
- الموقع الرسمي
- ميخائيل غوغ على موقع IMDb (الإنجليزية)
- ميخائيل غوغ على موقع ميوزك برينز (الإنجليزية)
- ميخائيل غوغ على موقع قاعدة بيانات الفيلم (الإنجليزية)
- ميخائيل غوغ على موقع كينوبويسك (الروسية)